# Leeszaal West

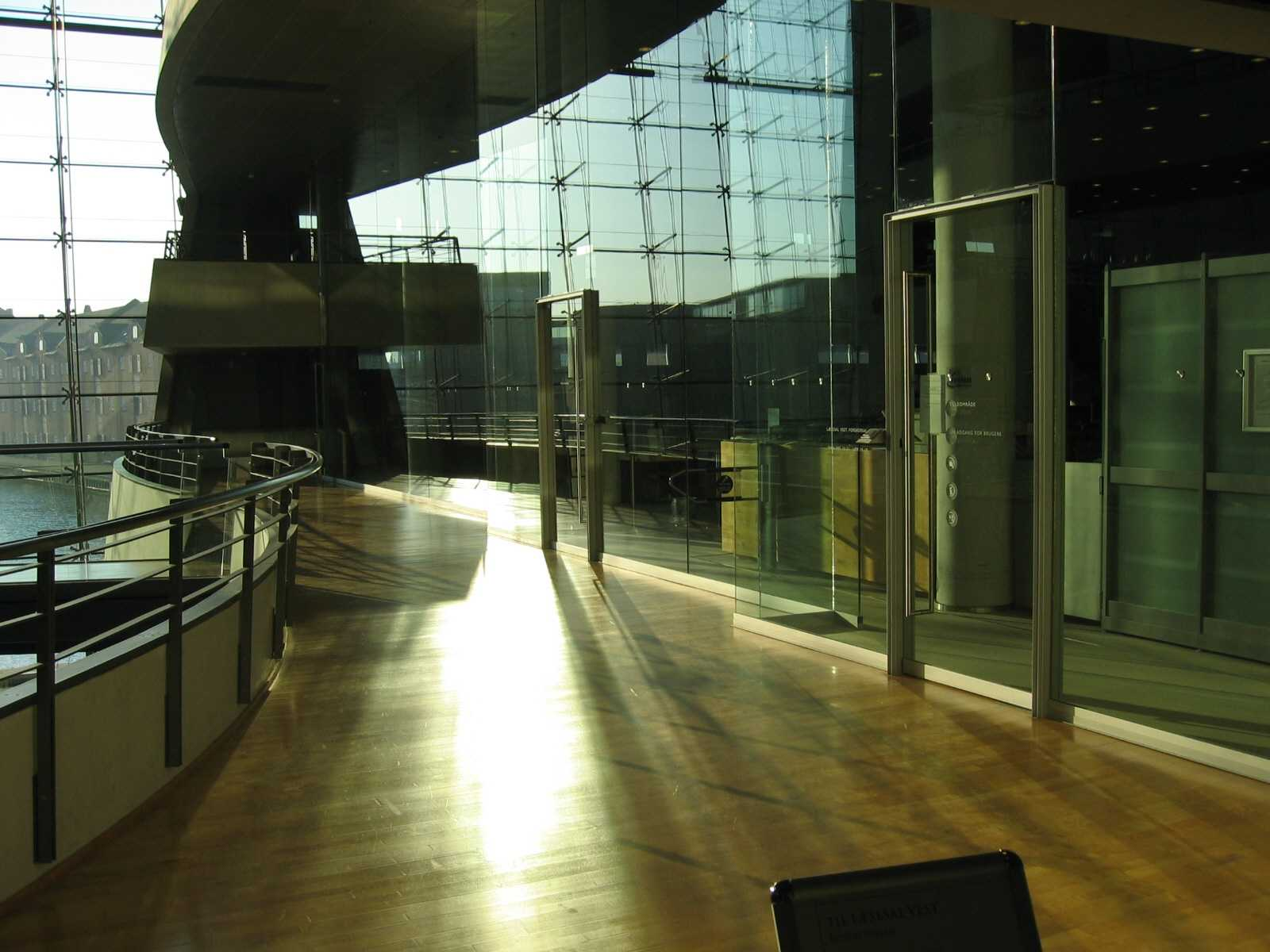
Læsesal Vest

Leeszaal West (Deens: Læsesal Vest) is de onderzoeksleeszaal van Det Kongelige Bibliotek, de nationale bibliotheek van Denemarken, en bevindt zich in de De Zwarte Diamant op Slotsholmen in Kopenhagen. De wortels van de leeszaal gaan terug naar de oprichting van de Koninklijke Bibliotheek door koning Frederik III van Denemarken. De zaal heeft in de loop der tijden diverse adressen gehad.
De referentiecollectie van de leeszaal is verdeeld over twee verdiepingen met een gezamenlijke capaciteit van 65.000 banden, maar met het accent op de humanistische wetenschappen en theologie.

## Doel
Het doel van de leeszaal is:
- bestudering van materiaal dat niet kan worden uitgeleend
- terbeschikkingstelling van een grote referentiecollectie aan de gebruikers
- terbeschikkingstelling van vaste onderzoekersplaatsen
- openbaarmaking van onderzoeksresultaten van de gebruikers van de leeszaal

## Doelgroep
- Universiteit van Kopenhagen
- onderzoekers uit binnen- en buitenland
- anderen die kennis en informatie op hoog niveau zoeken